# هيرمان فايل
هيرمان كلاوس هوغو فايل (بالألمانية: Hermann Klaus Hugo Weyl)‏، حائز على زمالة الجمعية الملكية (9 نوفمبر 1885- 8 ديسمبر 1955) هو عالم رياضيات ألماني، وفيزيائي نظري وفيلسوف. على الرغم من أنه قضى معظم حياته العملية في زيورخ بسويسرا ثم برينستون بولاية نيو جيرسي، فقد ارتبط بتراث جامعة غوتنغن للرياضيات، ممثلًا ديفيد هيلبرت وهيرمان مينكوفسكي.
كان لأبحاثه أهمية كبرى في الفيزياء النظرية وكذلك القواعد الرياضية البحتة بما في ذلك نظرية الأعداد. واعتُبِر واحدًا من أكثر علماء الرياضيات تأثيرًا في القرن العشرين، وعضوًا مهمًا في معهد الدراسات المتقدمة خلال سنوات تأسيسه الأولى.
نشر فايل بعض الأعمال التقنية والعامة حول المكان، والزمن، والمادة، والفلسفة، والمنطق، والتناظر، وتاريخ الرياضيات. وكان من أوائل من ابتدعوا الجمع بين النسبية العامة وقوانين الكهرومغناطيسية. في حين لم يطمح أي عالم رياضيات من جيله إلى «عالمية» هنري بوانكاريه أو هيلبرت، اقترب فايل منها أكثر من أي شخص آخر. علق مايكل عطية، على وجه الخصوص، بأنه متى ما تحرى موضوعًا رياضيًا، وجد أن فايل قد سبقه.

## سيرة حياته
ولد فايل في إلمسهورن، وهي بلدة صغيرة قرب هامبورغ، في ألمانيا، والتحق بالثانوية المسيحية في ألتونا.
منذ عام 1904 حتى عام 1908، درّس الرياضيات والفيزياء في غوتنغن وميونيخ. نال درجة الدكتوراه في جامعة غوتنغن تحت إشراف ديفيد هيلبرت، الذي كان فايل معجبًا به بشدة.
في سبتمبر 1913 في غوتنغن، تزوج فايل من فريدريك بيرثا هيلين جوزيف (في 30 مارس 1893-5 سبتمبر 1948) والتي دُعيَت باسم هيلين (اسم التدليل «هيلا»). كانت هيلين ابنة للدكتور برونو جوزيف (13 ديسمبر 1861 -10 يونيو 1934)، وهو طبيب نال لقب السانيتيترات (لقب شرفي للطبيب) في ريبنيتس دامغارتن، ألمانيا. كانت هيلين فيلسوفة (تلميذة عالم الظواهر إدموند هوسرل) ومترجمة للأدب الإسباني إلى الألمانية والإنجليزية (خاصة أعمال الفيلسوف الإسباني خوسيه أورتيغا إي غاسيت). بفضل علاقة هيلين الوثيقة مع هوسرل، أصبح هيرمان على دراية بفكر هوسرل وتأثر به تأثرًا جمًا. أنجب هيرمان وهيلين طفلين، فريتز واكيم فايل (19 فبراير 1915-20 يوليو 1977) ومايكل فايل (15 سبتمبر 1917-19 مارس 2011)، ولد كلاهما في زيورخ، سويسرا. توفيت هيلين في برينستون بولاية نيوجيرسي في 5 سبتمبر 1948. أقيم حفل تأبين على شرفها في برينستون في 9 سبتمبر 1948. شمل المتحدثون في حفل تأبينها ابنها فريتز واكيم فايل وعلماء الرياضيات أوزوالد فيبلن وريتشارد كورانت. في عام 1950 تزوج هيرمان من النحاتة إلين بير (لونشتاين قبل الزواج) (17 أبريل 1902-14 يوليو 1988)، أرملة البروفيسور ريتشارد جوزيف بير (11 سبتمبر 1892 -15 ديسمبر 1940) من زيورخ.
بعد أن شغل منصبه التدريسي لعدة سنوات، غادر فايل غوتنغن في عام 1913 متجهًا إلى زيورخ ليتولى رئاسة قسم الرياضيات في المعهد الفيدرالي السويسري للتكنولوجيا في زيورخ، حيث أصبح زميلًا لألبرت أينشتاين، الذي كان يعمل على تفاصيل نظرية النسبية العامة. كان لأينشتاين تأثير دائم على فايل، إذ أصبح مفتونًا بالفيزياء الرياضية. في عام 1921، التقى فايل بإرفين شرودنغر، عالم الفيزياء النظري، وكان آنذاك أستاذًا في جامعة زيورخ. وكانا سيصبحان صديقين مقربين مع مرور الوقت. أقام فايل علاقة حب طائشة مع زوجة شرودنغر أنيماري (آني) شرودنغر (بيرتل قبل الزواج)، في حين كانت آني في نفس الوقت تساعد في تربية روث جورجي إريكا مارش، الابنة غير الشرعية لإرفين، والتي ولدت في عام 1934 في أكسفورد بإنجلترا.
شغل فايل منصب المتحدث العام للمؤتمر الدولي لعلماء الرياضيات (آي سي إم) في عام 1928 في بولونيا ومنصب متحدث مدعو للمؤتمر الدولي في عام 1936 في أوسلو. عمل أستاذًا زائرًا في جامعة برينستون للعام الدراسي 1928-1929، حيث أجرى بحثًا مع هوارد بّي. روبرتسون.
غادر فايل زيورخ في عام 1930 ليشغل مكان هيلبرت في غوتنغن كخليفة له، وترك هذا المنصب حين استحوذ النازيون على السلطة في عام 1933، خاصة أن زوجته كانت يهودية. عُرض عليه في البداية أحد أعلى المناصب في معهد الدراسات المتقدمة الجديد في برينستون، نيو جيرسي، لكنه رفض لأنه لم يرغب بمغادرة وطنه. مع ازدياد الوضع السياسي في ألمانيا سوءًا، غير رأيه وقبل المغادرة حين عُرِض عليه هذا المنصب مجددًا. وبقي هناك حتى تقاعده في عام 1951. قضى وقته مع زوجته الثانية إلين بين برينستون وزيورخ، وتوفي إثر نوبة قلبية في 8 ديسمبر 1955 أثناء إقامته في زيورخ.
أُحرِقت جثة فايل في زيورخ في 12 ديسمبر 1955. وبقي رماده في أيدٍ أمينة حتى عام 1999، ثم دُفِن في مدفن كولومباريوم في الهواء الطلق في مقبرة برينستون. دُفنَت بقايا نجل هيرمان مايكل فايل (1917-2011) بجوار رماد هيرمان في نفس مدفن كولومباريوم.
كان فايل مؤمنًا بالواحدية.

## وصلات خارجية
- هيرمان فايل على موقع الموسوعة البريطانية (الإنجليزية)
- هيرمان فايل على موقع مونزينجر (الألمانية)